# Louth Park
Louth Park var en civil parish från 1866 till 1936 då den blev en del av Keddington och Louth, i grevskapet Lincolnshire, i England. Civil parish hade 78 invånare år 1931.